# 蒙古国家儿童图书馆
蒙古国家儿童图书馆（英語：Book Palace for Children）是为25岁以下的青少年服务的图书馆，位于蒙古国首都乌兰巴托。

## 简介
该馆现馆址原是文化中心。2003年，该馆成为蒙古国家图书馆的分馆。2005年，该馆改为独立机构，而且开始成为儿童图书的寄存图书馆。
该馆经费来自多个国家及基金会的援助，如亚洲开发银行、索罗斯基金会（Soros Foundation）、联合国教科文组织等，该馆因此而设有多个外国语文专室。幼儿室即索罗斯基金会出资1万美元兴办。瑞士室则是瑞士领事馆出资3万美元兴办。2006年3月，亚洲基金会（Asian Foundation）同该馆签约，准备在其后3年捐资购置10万册儿童图书，分赠蒙古国各地的图书馆。 
2006年前后，该馆藏有约10万册图书。该馆设有幼儿室、中学生室、16至25岁青年室、英文室、俄文室、德文室、日文室、韩文室、瑞士（法德文）室、中文室等。